# Лубинська Марія Андріївна
Марія Андріївна Лубинська, у шлюбах Оспіщева-Павлишин, відома як Dita Galas (нар. 29 жовтня 1994, Київ) — українська живописиця.

## Життєпис
Народилася в родині державних службовців. 1999 по 2000 рік навчалася в Київській дитячій Академії мистецтв, далі до 2008 — у Дитячій художній школі № 3, в Адлера Корольова. В ці ж роки отримувала музичну освіту з різних фахів (гітара, фортепіано, ударні) та брала участь у всеукраїнських та міжнародних музичних конкурсах.
Із 2012 року вчилась у Національній академії образотворчого мистецтва та архітектури. Закінчила у 2018 році (магістр) з червоним дипломом та відзнакою майстерню монументального живопису під керівництвом Олексія Кожекова. За освітою — художник-живописець-монументаліст. Під час навчання була нагороджена Президентською відзнакою та стипендією, брала участь в міжнародних та всеукраїнських виставках, авторка мозаїки «Оранта», яку освятив Філарет та яка розміщена в захристії Трапезної церкви Національного заповідника «Софія Київська».
У 2018 році вступила в аспірантуру Інституту проблем сучасного мистецтва (спеціальність «культурологія»), де продовжує навчання на здобуття ступеня доктора філософії (захист у 2021 році).
У тому ж 2018 році почала працювати в МАН України над розвитком в Україні напрямку «Наука та мистецтво». Займалася розробкою проєкту Музею науки, співпрацювала з генеральною секретаркою Європейської академії науки, мистецтв та літератури (Academie Europeenne des Sciences, des Arts et des Lettres, AESAL) — Ніколь Лємер Д'Агаджіо, організаторка виставки її робіт в Києві в 2019 році в галереї «НЮ АРТ», авторка численних статей та каталогів з мистецтва.
З 2019 року — художня керівниця проєкту відновлення Миколаївського храму (архітектурна пам'ятка XVIII-го століття) з с. Городище (Чернігівської обл.), який було перенесено до Національного музею української архітектури та побуту (Пирогів).

## Художня творчість
Учасниця та лауреатка всеукраїнських та міжнародних виставок з 2005 року.
У 2015 р. — виставка в галереї мистецтв «Лавра», участь в «Art Kyiv».
У 2016 р. — персональна виставка в галереї «Дом картин».
В 2018 р. — спільна виставка з нині покійним чоловіком, Костянтином Павлишиним (1975—2018), у галереї «Карась» під назвою «Асанатана».
У тому ж році була однією з виконавців мозаїчної підлоги (1200 кв. м.) для офісу «Huawei» у Китаї.
Після смерті чоловіка розробила та очолила проєкт реконструкції фонтану «Зорі та Сузір'я» В. Мельниченка та А. Рибачук (Палац дітей та юнацтва, Київ). 1 червня 2019 року відбулось урочисте відкриття готового мозаїчного фонтану площею 800 кв. м.
З 2019 по 2020 роки зробила повну реконструкцію втраченого барокового іконостаса для Миколаївського храму (36 ікон).
Роботи Марії Оспіщевої-Павлишин демонструвалися на виставці «Український колаж» у червні 2021 року в рамках Міжнародного фестивалю «Книжковий арсенал».
У липні 2021 року відбулась персональна виставка «Точка відліку» («Reference point») у Лондоні, що була представлена онлайн у зв'язку з пандемією COVID19.
Роботи авторки знаходяться в фондах НАОМА, МАН України, Національного заповідника «Софія Київська», Національного музею української архітектури та побуту, а також у приватних колекціях в Україні та за кордоном.